# Gausus
Gausus (auch Gautaz, Gautr, Gauti und Gautatýr) gilt als latinisierte Bezeichnung im Althochdeutschen für eine germanische Gottheit, die bei den Langobarden auch als Stammvater der Könige Audoin und Alboin überliefert ist. Bemerkenswert ist, dass Gautr als der Urahn verschiedener germanischer Königshäuser gilt und damit frühgermanischen Ursprungs zu sein scheint.
Das Althochdeutsche kennt den latinisierten Namen Gausus, denn dieser wird bei den Langobarden als Stammvater einer langobardischen Dynastie angesehen, die um 546 durch den Herrschaftsantritt König Audoins begründet und von dessen Sohn Alboin weitergeführt wurde. Im Altnordischen, in der nordischen Mythologie, sind Gautr, Gauti und Gautatýr Beinamen des Hauptgottes Odin. Der Name wird von der Forschung auch in Zusammenhang gebracht mit den skandinavischen Götländer (altisländisch Gautar) sowie mit den festländischen Goten (altisländisch Gotar). Die Angelsachsen nannten Géat als den Stammvater ihrer Königshäuser. Das Nennius zugeschriebene frühmittelalterliche Geschichtswerk Historia Brittonum berichtet, dass die Heiden Géat als Gott verehrten und dass von ihm das Königtum herstamme. Die altsächsische Heldensage dagegen kennt einen „Kampf-Gaut“', den Helden Hathagât. Widukind von Corveys Res gestae Saxonicae schreibt von einem „bereits älteren Krieger“, der Vater der Väter genannt wurde und wie ein kämpferischer Ahnengott während der Schlacht erschien. Im Gotischen, hier in  Jordanes’ Gotengeschichte, erscheint die Gottheit unter der Namensform Gapt als Urahn der Amalerkönige Ermanarich und Theoderich.
Als eine in der Forschung sehr umstrittene These gilt der Versuch, Gausus mit dem Beinamen Odins Gautr in Verbindung zu bringen und darin einen Anspruch dieses Geschlechts auf göttliche Abstammung zu sehen. Zum einen wäre Gausus, so Jörg Jarnut, „das einzige langobardische Zeugnis für einen derartigen Anspruch“, zum andern ließen vergleichbare Angaben zur Herkunft, etwa die Haruden bei König Rothari, den Schluss zu, dass die Vorfahren Audoins „gautischer Abstammung“ waren